# Ameerega
Genre
Synonymes
- Phobobates Zimmermann & Zimmermann, 1988
- Pseudendrobates Bauer, 1988
- Paruwrobates Bauer, 1994

Ameerega est un genre d'amphibiens de la famille des Dendrobatidae.

## Répartition
Les 33 espèces de ce genre se rencontrent du bassin amazonien jusqu'au Panamá.

## Liste des espèces
Selon Amphibian Species of the World (11 juin 2017) :
- Ameerega altamazonica Twomey & Brown, 2008
- Ameerega andina (Myers & Burrowes, 1987)
- Ameerega bassleri (Melin, 1941)
- Ameerega berohoka Vaz-Silva & Maciel, 2011
- Ameerega bilinguis (Jungfer, 1989)
- Ameerega boehmei Lötters, Schmitz, Reichle, Rödder, & Quennet, 2009
- Ameerega boliviana (Boulenger, 1902)
- Ameerega braccata (Steindachner, 1864)
- Ameerega cainarachi (Schulte, 1989)
- Ameerega erythromos (Vigle & Miyata, 1980)
- Ameerega flavopicta (Lutz, 1925)
- Ameerega hahneli (Boulenger, 1884)
- Ameerega ignipedis Brown & Twomey, 2009
- Ameerega ingeri (Cochran & Goin, 1970)
- Ameerega labialis (Cope, 1874)
- Ameerega macero (Rodriguez & Myers, 1993)
- Ameerega maculata (Peters, 1873)
- Ameerega parvula (Boulenger, 1882)
- Ameerega pepperi Brown & Twomey, 2009
- Ameerega peruviridis Bauer, 1986
- Ameerega petersi (Silverstone, 1976)
- Ameerega picta (Tschudi, 1838)
- Ameerega planipaleae (Morales & Velazco, 1998)
- Ameerega pongoensis (Schulte, 1999)
- Ameerega pulchripecta (Silverstone, 1976)
- Ameerega rubriventris (Lötters, Debold, Henle, Glaw, & Kneller, 1997)
- Ameerega shihuemoy Serrano-Rojas, Whitworth, Villacampa-Ortega, von May, Gutiérrez, Padial, & Chaparro, 2017
- Ameerega silverstonei (Myers & Daly, 1979)
- Ameerega simulans (Myers, Rodriguez, & Icochea, 1998)
- Ameerega smaragdina (Silverstone, 1976)
- Ameerega trivittata (Spix, 1824)
- Ameerega yoshina Brown & Twomey, 2009
- Ameerega yungicola (Lötters, Schmitz, & Reichle, 2005)

## Publication originale
- Bauer, 1986 : A new genus and a new specific name in the dart poison frog family (Dendrobatidae, Anura, Amphibia). Ripa (Netherlands), November, p. 1–12.